# Manawa (geslacht)
Manawa is een geslacht van kreeftachtigen uit de klasse van de Ostracoda (mosselkreeftjes).

## Soorten
- Manawa staceyi Swanson, 1989
- Manawa supracretacea Herrig, 1988 †
- Manawa tryphena Hornibrook, 1949